# اکانتو
اکانتو (به لاتین: Akanthou) یک منطقهٔ مسکونی در قبرس است که در ناحیه فاماگوستا واقع شده‌است.